# Xã Arne, Quận Benson, Bắc Dakota
Xã Arne (tiếng Anh: Arne Township) là một xã thuộc quận Benson, tiểu bang Bắc Dakota, Hoa Kỳ. Năm 2010, dân số của xã này là 42 người.